# Katherine Renee Kane
Katherine Renee Kane (* 21. Dezember 1991 als Katherine Renee Turner) ist eine US-amerikanische Schauspielerin.
Kane absolvierte 2020 die Juilliard School in New York City. Seit 2020 spielt sie die Hauptrolle des FBI Special Agent Tiffany Wallace in der Fernsehserie FBI: Special Crime Unit.
Kane ist verheiratet und hat ein Kind.

## Filmografie
- 2011: The RAs (Fernsehserie, zwei Folgen)
- 2011: Ward 11 (Kurzfilm)
- 2012: Wintersmith (Kurzfilm)
- 2016: Extra Ordinary
- 2017: Live a Little
- 2018: The Bag (Kurzfilm)
- seit 2020: FBI (Fernsehserie, 72+ Folgen)
- 2023: FBI: Most Wanted (Fernsehserie, eine Folge)